# Liste der Biografien/Wik
Liste der Biografien |
Portal Biografien |
Personensuche
# |
A |
B |
C |
D |
E |
F |
G |
H |
I |
J |
K |
L |
M |
N |
O |
P |
Q |
R |
S |
T |
U |
V |
W |
X |
Y |
Z |
?
 
Wa |
Wc |
Wd |
We |
Wh |
Wi |
Wj |
Wl |
Wn |
Wo |
Wr |
Ws |
Wt |
Wu |
Ww |
Wy |
Wz
 
Wia |
Wib |
Wic |
Wid |
Wie |
Wif |
Wig |
Wih |
Wii |
Wij |
Wik |
Wil |
Wim |
Win |
Wio |
Wip |
Wir |
Wis |
Wit |
Wiv |
Wiw |
Wix |
Wiz
Die Liste der Biografien führt alle Personen auf, die in der deutschsprachigen Wikipedia einen Artikel haben. Dieses ist eine Teilliste mit 73 Einträgen von Personen, deren Namen mit den Buchstaben „Wik“ beginnt.

## Wik
- Wik, Jessica (* 1992), schwedische Fußballspielerin

### Wika
- Wikander, Örjan (* 1943), schwedischer Archäologe
- Wikar, Hendrik Jakob (* 1752), schwedischer Entdeckungsreisender
- Wikarski, Alexander (* 1941), deutscher Schauspieler, Regisseur, Kabarettist und Hörspielsprecher
- Wikarski, Dietmar (* 1953), deutscher Wirtschaftsinformatiker und Hochschullehrer

### Wikb
- Wikbold von Lohn († 1312), Dompropst in Münster
- Wikborg, Erling (1894–1992), norwegischer Politiker (Kristeligt Folkeparti), Mitglied des Storting

### Wikd
- Wikdal, Marianne (* 1965), norwegische Badmintonspielerin

### Wike
- Wike, Scott (1834–1901), US-amerikanischer Politiker
- Wikelski, Martin (* 1965), deutscher Biologe und Ornithologe
- Wikén, Emma (* 1989), schwedische Skilangläuferin
- Wikén, Olle (1911–1980), schwedischer Skispringer
- Wiken, Per Olav (1937–2011), norwegischer Segler
- Wikén, Torsten Olof (1912–1995), schwedischer Mikrobiologe
- Wikenhauser, Alfred (1883–1960), deutscher katholischer Theologe, Neutestamentler

### Wikf
- Wikforss, Åsa (* 1961), schwedische Philosophin

### Wiki
- Wiki, Michelle (* 1989), Schweizer Unihockeyspielerin
- Wiking, Meik (* 1978), dänischer Autor und Glücksforscher
- Wiking, Tommy (* 1968), schwedischer Footballfunktionär
- Wikingen, Emmerich Alexius Swoboda von (1849–1920), österreichischer Bildhauer
- Wikiński, Marek (* 1966), polnischer Politiker, Mitglied des Sejm

### Wikk
- Wikkelsø, Illum (1919–1999), dänischer Möbeldesigner

### Wikl
- Wikland, Ilon (* 1930), schwedisch-estnische Kinderbuch-Illustratorin
- Wiklander, Iwar (* 1939), schwedischer Theater- und Filmschauspieler
- Wiklandt, Olga Arturowna (1911–1995), sowjetische bzw. russische Schauspielerin
- Wiklöf, Oscar (* 2003), finnischer Fußballspieler
- Wiklund, Adolf (1879–1950), schwedischer Komponist, Dirigent und Pianist
- Wiklund, Adolf (1921–1970), schwedischer Biathlet
- Wiklund, Ann-Louise (* 1942), finnische Badmintonspielerin
- Wiklund, Edith (1905–1969), finnische Malerin, Grafikerin und Zeichenlehrerin
- Wiklund, Elis (1909–1982), schwedischer Skilangläufer
- Wiklund, Emma (* 1968), schwedische SchauspielerinEmma Wiklund (* 1968)

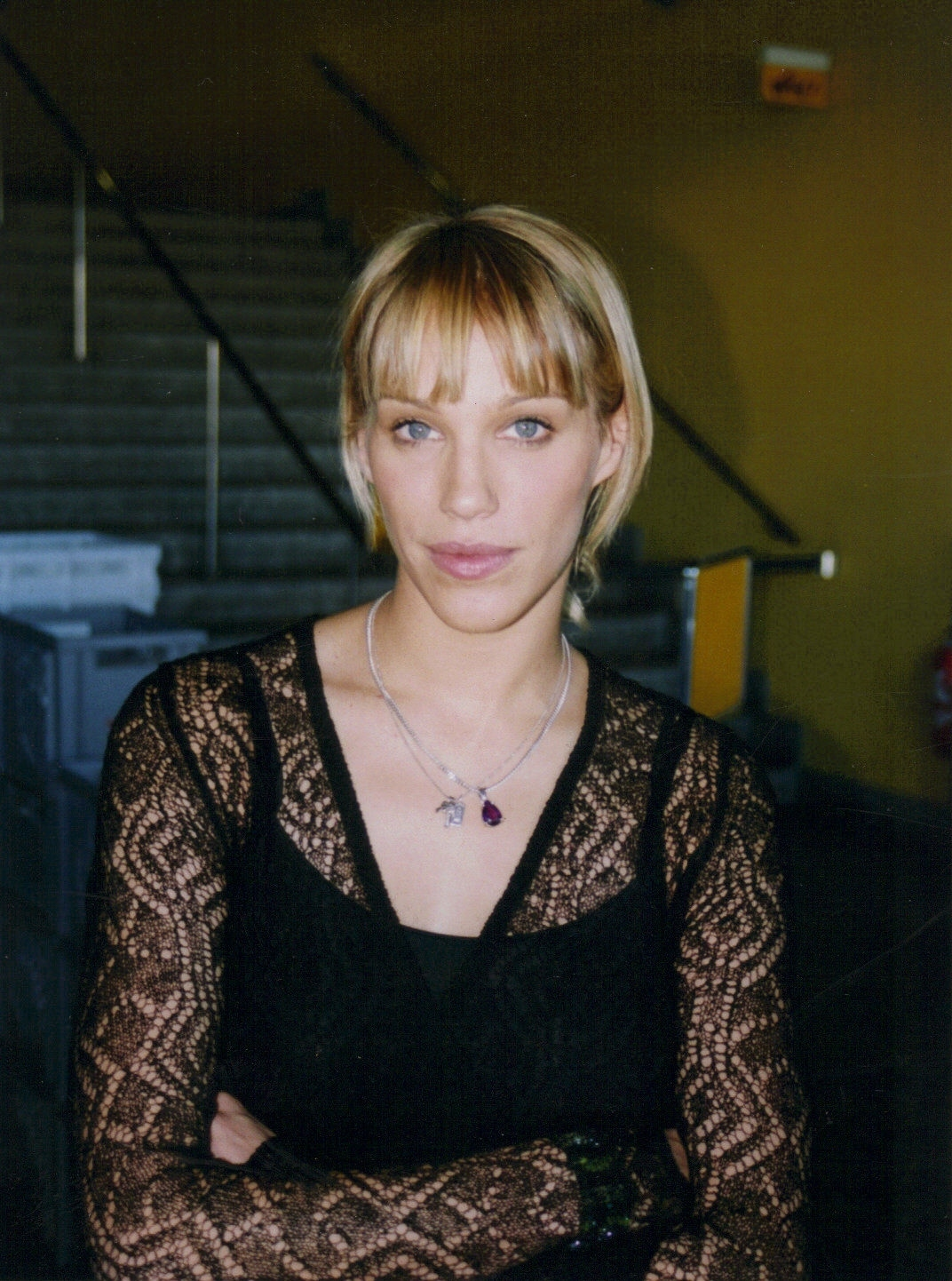
Emma Wiklund (* 1968)

- Wiklund, Gunnar (1935–1989), schwedischer Schlagersänger
- Wiklund, Ragne (* 2000), norwegische Eisschnellläuferin
- Wiklund, Tobias (* 1986), schwedischer Jazzmusiker (Trompete, Kornett)
- Wiklund, Viljo (1903–1971), finnischer Schwimmer

### Wikm
- Wikman, Magnus (* 1971), schwedischer Fußballspieler und -trainer
- Wikmanson, Johan (1753–1800), schwedischer Komponist

### Wikn
- Wikner, Bengt (1923–2014), schwedischer Diskuswerfer
- Wikner, Pontus (1837–1888), schwedischer Philosoph und Schriftsteller

### Wiko
- Wikoff, Allen T. (1825–1902), US-amerikanischer Offizier, Jurist und Politiker
- Wikonska, Darija (1893–1945), ukrainische Schriftstellerin und Übersetzerin
- Wikosch, Martin Johann (1754–1826), österreichischer Pädagoge und Autor

### Wiks
- Wikstedt, Mimi (* 1954), schwedische Tennisspielerin
- Wiksten, Johan (1914–2000), schwedischer Militärpatrouillenläufer
- Wiksten, Tord (* 1971), schwedischer Biathlet
- Wikström, Anna (* 1992), schwedische Biathletin
- Wikström, Axel (1907–1976), schwedischer Skilangläufer
- Wikström, Carolina (* 1993), schwedische Langstreckenläuferin
- Wikström, Cecilia (* 1965), schwedische Politikerin (Liberalerna), Mitglied des Riksdag, MdEP
- Wikström, Emelie (* 1992), schwedische Skirennläuferin
- Wikström, Johan Emanuel (1789–1856), schwedischer Botaniker
- Wikström, John (1903–1991), schwedischer Skilangläufer
- Wikström, Leif (1918–1991), schwedischer Segler
- Wikström, Magnus (* 1977), schwedischer Fußballspieler
- Wikström, Mats (* 1964), schwedischer Schauspieler
- Wikström, Matthias (* 1973), schwedisch-deutscher Eishockeyspieler
- Wikström, Per (* 1961), schwedischer Schwimmer
- Wikström, Per-Olof H. (* 1955), schwedischer Kriminologe und Hochschullehrer
- Wikström, Volmar (1889–1957), finnischer Ringer

### Wikt
- Wikterp, Augsburger Bischof
- Wiktjuk, Roman (1936–2020), ukrainisch-russischer Theaterregisseur, Schauspieler und Drehbuchautor
- Wiktor, Zbigniew (* 1942), polnischer Politiker und Politologe
- Wiktorenko, Alexander Stepanowitsch (1947–2023), sowjetischer Kosmonaut
- Wiktoria (* 1996), schwedische Singer-Songwriterin
- Wiktorin, Andrea Joana-Maria (* 1957), deutsche DiplomatinAndrea Joana-Maria Wiktorin (* 1957)

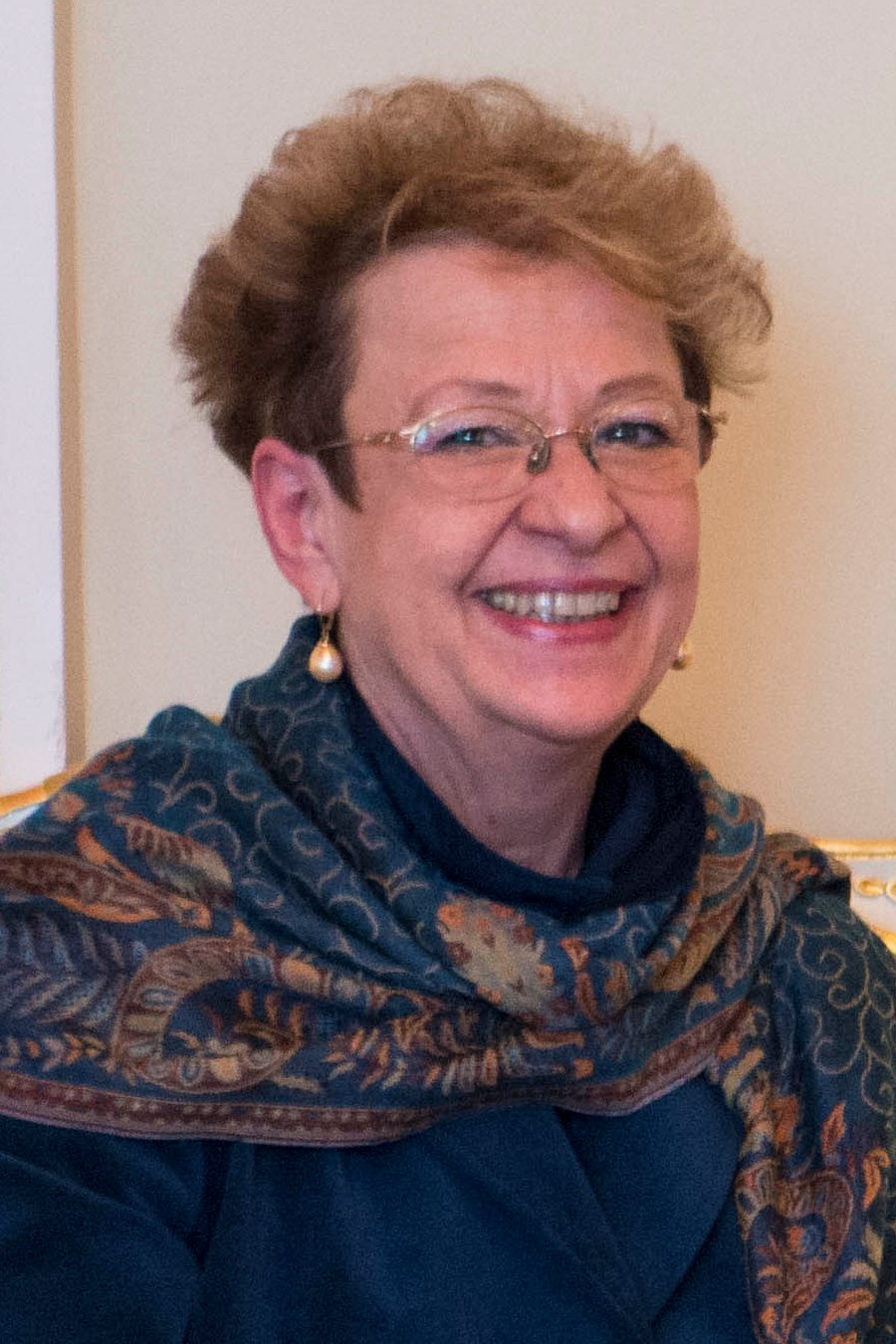
Andrea Joana-Maria Wiktorin (* 1957)

- Wiktorin, Mauritz von (1883–1956), deutscher General der Infanterie mit österreichischer Herkunft im Zweiten Weltkrieg
- Wiktorow, Michail Wladimirowitsch (1892–1938), Oberkommandierender der sowjetischen Seekriegsflotte
- Wikturina Milda Petrowna (1923–2005), sowjetisch-russische Restauratorin

### Wiku
- Wikulow, Oleg Alexandrowitsch (* 1987), russischer Wasserspringer
- Wikulow, Wladimir Iwanowitsch (1946–2013), sowjetischer Eishockeyspieler
- Wikus, Christoph (1948–2016), österreichischer Sportjournalist, Rallyefahrer und Basketballtrainer

### Wiky
- Wikyrtschak, Iryna (* 1988), ukrainische Schriftstellerin, Dichterin und Kulturmanagerin